# (6842) Krosigk
(6842) Krosigk ist ein Asteroid des Hauptgürtels.

## Bahneigenschaften
Seine mittlere Entfernung von der Sonne beträgt rund 2,653 Astronomische Einheiten (AE) und liegt somit zwischen der 3:1-Kirkwoodlücke und der 5:2-Kirkwoodlücke. Mit einer mittleren Bahngeschwindigkeit von 18,28 km/s benötigt er für einen Sonnenumlauf rund 4 Jahre und 117 Tage. Durch eine Bahnexzentrizität von rund 0,097 bewegt sich seine Entfernung von der Sonne zwischen 2,397 AE und 2,910 AE. Entsprechend schwankt seine Bahngeschwindigkeit zwischen 20,1 km/s und 16,6 km/s.

## Geschichte
(6842) Krosigk wurde am 24. September 1960 von dem niederländischen Astronomenehepaar Cornelis Johannes van Houten und Ingrid van Houten-Groeneveld entdeckt. Die Entdeckung geschah im Rahmen des Palomar-Leiden-Surveys, bei dem von Tom Gehrels mit dem 120-cm-Oschin-Schmidt-Teleskop des Palomar-Observatoriums aufgenommene Feldplatten an der Universität Leiden durchmustert wurden.
Benannt wurde der Asteroid am 6. Oktober 1997 auf Vorschlag von A. von Alvensleben und Joachim Schubart nach dem deutschen Amateurastronomen Bernhard Friedrich von Krosigk.